# Pomnik gen. Stanisława Sosabowskiego w Warszawie
Pomnik gen. Stanisława Sosabowskiego – monument znajdujący się przy al. Wojska Polskiego w warszawskiej dzielnicy Żoliborz, upamiętniający organizatora i dowódcę 1 Samodzielnej Brygady Spadochronowej gen. Stanisława Sosabowskiego. 

## Historia
Pomnik powstał z inicjatywy Ambasady Królestwa Niderlandów w Polsce oraz Fundacji Driel-Polen według projektu holenderskiego rzeźbiarza Martina Abspoela. 
Pomnik znajduje się na tyłach pomnika 1 Dywizji Pancernej przy placu Inwalidów. Uroczystość jego odsłonięcia miała miejsce 23 września 2017 w ramach obchodów Dnia Spadochroniarza. W uroczystości wzięli udział między innymi sekretarz stanu w Ministerstwie Obrony Narodowej Michał Dworczyk i charge d'affaires ambasady Królestwa Niderlandów Raphael Varga.